# الصرفة (العدين)

تعديل مصدري - تعديل

الصرفة هي إحدى قرى عزلة قصل بمديرية العدين التابعة لمحافظة إب، بلغ تعداد سكانها 693 نسمة حسب تعداد اليمن لعام 2004.